# Саккулово
Саккулово — посёлок в Сосновском районе Челябинской области. Административный центр Саккуловского сельского поселения.

## География
Посёлок находится на восточном берегу озера Агашкуль, на расстоянии 15 км к северо-востоку от села Долгодеревенское, административного центра района.

## Население
| 2002 | 2010  |
| ---- | ----- |
| 1713 | ↗1856 |

### Половой состав
По данным Всероссийской переписи, в 2010 году численность населения посёлка составляла 1856 человек (883 мужчины и 973 женщины).

### Национальный состав
Согласно результатам переписи 2002 года, в национальной структуре населения русские составляли 59 % из 1713 чел., башкиры — 33 %.

## Улицы
| - ул. Береговая, - ул. Вишнёвая, - ул. Гагарина, - ул. Западная, - ул. Клубная, | - ул. Красноармейская, - ул. Кыштымская, - ул. Лесная, - пер. Лесной, - ул. Мира, | - ул. Молодёжная, - ул. Набережная, - ул. Новая, - ул. Полевая, - ул. Приозёрная, | - пер. Садовый, - ул. Сиреневая, - ул. Солнечная, - ул. Строительная, - ул. Центральная. |

## Инфраструктура
В посёлке функционируют средняя школа и детский сад.

## Достопримечательности
В посёлке находится мечеть.